# Відносини Канада — НАТО
З моменту створення в 1949 році Північноатлантичного альянсу Канада була не тільки членом, але і країною-засновником альянсу. Участь Канади у НАТО стала несподіванкою, адже країна у довоєнний період відзначалася ізоляціонізмом. Тим не менш, канадські чиновники, такі як Х. Ронг та Лестер Б. Пірсон і зокрема прем'єр-міністр Луї Сен-Лоран працювали на користь альянсу не тільки тому, що вони прагнули помститися Радянському Союзу, як інші члени, а тому, що вони сподівалися, що договір допоможе усунути будь-які потенційні суперництва між США, Великою Британією та іншими європейськими великими державами (головним чином Францією, але пізніше в тому числі Західною Німеччиною), де Канада буде змушена вибрати одну зі сторін. Дане питання довгий час було найголовнішою метою канадської зовнішньої політики. У Північноатлантичному договорі канадські дипломати визначили та написали Статтю 2, яка визначає, що члени підтримуватимуть «вільну» політичну систему і сприятимуть розвитку економічного співробітництва, на додаток до більш звичайних дипломатичних і військових питань. Але цьому не судилося збутися, адже європейські країни «дивилися» у бік створення Європейського Союзу, а США у бік створення Північноамериканської зони вільної торгівлі між Канадою, Мексикою та США.
З точки зору військових зобов'язань, Канада спочатку розмістила війська в Німеччині та Норвегії. Станом на 1950 рік Канада витрачала значні кошти на існування альянсу, але була однією з небагатьох, які не одержують прямої допомоги з боку Сполучених Штатів. Витрати на утримання сил в Європі в поєднанні з захистом свою власної великої території і участь в Корейській війні викликали величезне навантаження на канадський бюджет протягом 1950-х років. Канадські лідери розчарувався в НАТО, і почали скорочувати прихильність Канади до нього. В 1969 тодішній прем'єр-міністр П'єр Трюдо відізвав половину військових сил Канади в Європі, багато лівих інтелектуалів і активістів руху за мир закликали до повного виходу країни з НАТО . Внаслідок успіху канадських військ в Суецькій кризі, на Кіпрі та на інших миротворчих місіях ООН, сприйняття НАТО в Канаді змінилося, від звичайного ведення бойових дій у миротворчі місії. Тим не менш, велика частина військових Канади було зосереджено в Німеччині. В цілому, там знаходилося більше 5000 солдатів до 1993 року, коли канадські війська були виведені з Європи урядом Браяна Малруні, після закінчення холодної війни.
Враховуючи невеликий розмір військових сил Канади, важливість вкладу Канади в НАТО в основному носила політичний характер. Тим не менш, протягом 1999 року під час Косовської війни канадські військові літаки CF-18 були активно залучені. Канадські війська були частиною місії НАТО в Афганістані. У березні 2011 року, канадські збройні сили брали участь в очолюваних НАТО місіях в Лівії.